# Португальська революція (1910)
Португальська революція (1910) або Революція 5 жовтня (порт. Revolução de 5 de Outubro de 1910) — революція, що призвела до ліквідації монархії та встановлення республіканської форми правління. Португальське королівство перестало існувати. Виникла Перша Португальська республіка (5 жовтня 1910 — 28 травня 1926).

## Передумови
З кінця XIX століття в країні почалося зростання республіканських настроїв, позаяк багато городян були незадоволені бездіяльністю короля, нездатного боронити інтереси Португалії в міжнародних питаннях (Рожева мапа і Колоніальний розподіл Африки). У підсумку короля було вбито 1 лютого 1908 року. Терористи-республіканці, незадоволені політикою короля і загальною обстановкою в країні, обстріляли кортеж португальської королівської сім'ї на площі Лісабона. Внаслідок інциденту загинули сам король Карлуш I (1863—1908) і його старший син Луїш-Філіпе (1887—1908). Новим королем був проголошений врятований Мануел II, проте він захоплювався мистецтвом й абсолютно не цікавився політикою. Республіканці вирішили взяти владу у свої руки.

## Хід подій

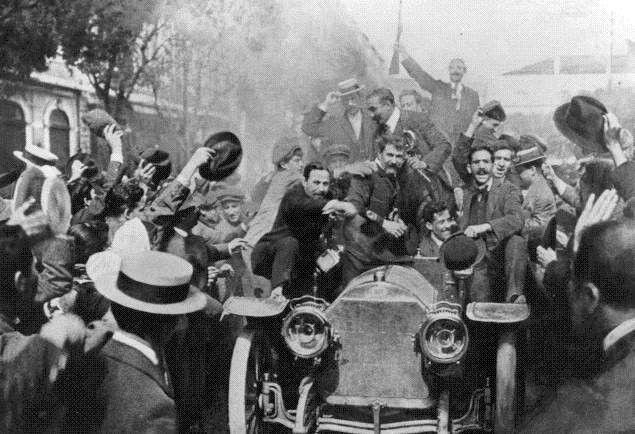
Повстанці на Авеніда да Лібердаде в Лісабоні

1 жовтня 1910 року в Лісабоні під час візиту президента Бразилії Нілу Прокопіу Песаньї почалися масові демонстрації республіканців. У самій Бразилії в цей час у повному розпалі тривала війна Контестаду.
У ніч з 3 на 4 жовтня 1910 року, група республіканців повстала в столиці, підтримана народними масами і військовими. До повстанців приєдналися команди кількох військових кораблів, включаючи крейсери "Adamastor ", «Dom Carlos I» та «São Rafael». Обстріл останнім міністерських будівель спричинив деморалізацію військ, які залишалися вірними урядові.
5 жовтня урядові війська капітулювали, а Португалія була проголошена республікою. Було створено тимчасовий уряд, очолений Теофілу Брагою, що прийняв низку декретів: про відділення церкви від держави та школи від церкви, про скасування дворянських титулів та інші. Король Мануел II та королева-мати Амелія Орлеанська поїхали з країни.
19 червня 1911 було скликано Установчі збори.
21 серпня Установчі збори ухвалили республіканську конституцію, яка набула чинності з 11 вересня 1911 року. Конституція передбачала створення двопалатного (палата депутатів і сенат) парламенту, якому належала б законодавча влада. Виконавча влада передавалася президентові, який обирався парламентом, і Раді Міністрів, яка призначалася президентом. Було проголошено свободу слова, друку, зборів, совісті й віросповідання, право робітників на страйк та восьмигодинний робочий день для промислових робітників.